# Gustav Adolfs kyrka, Idensalmi

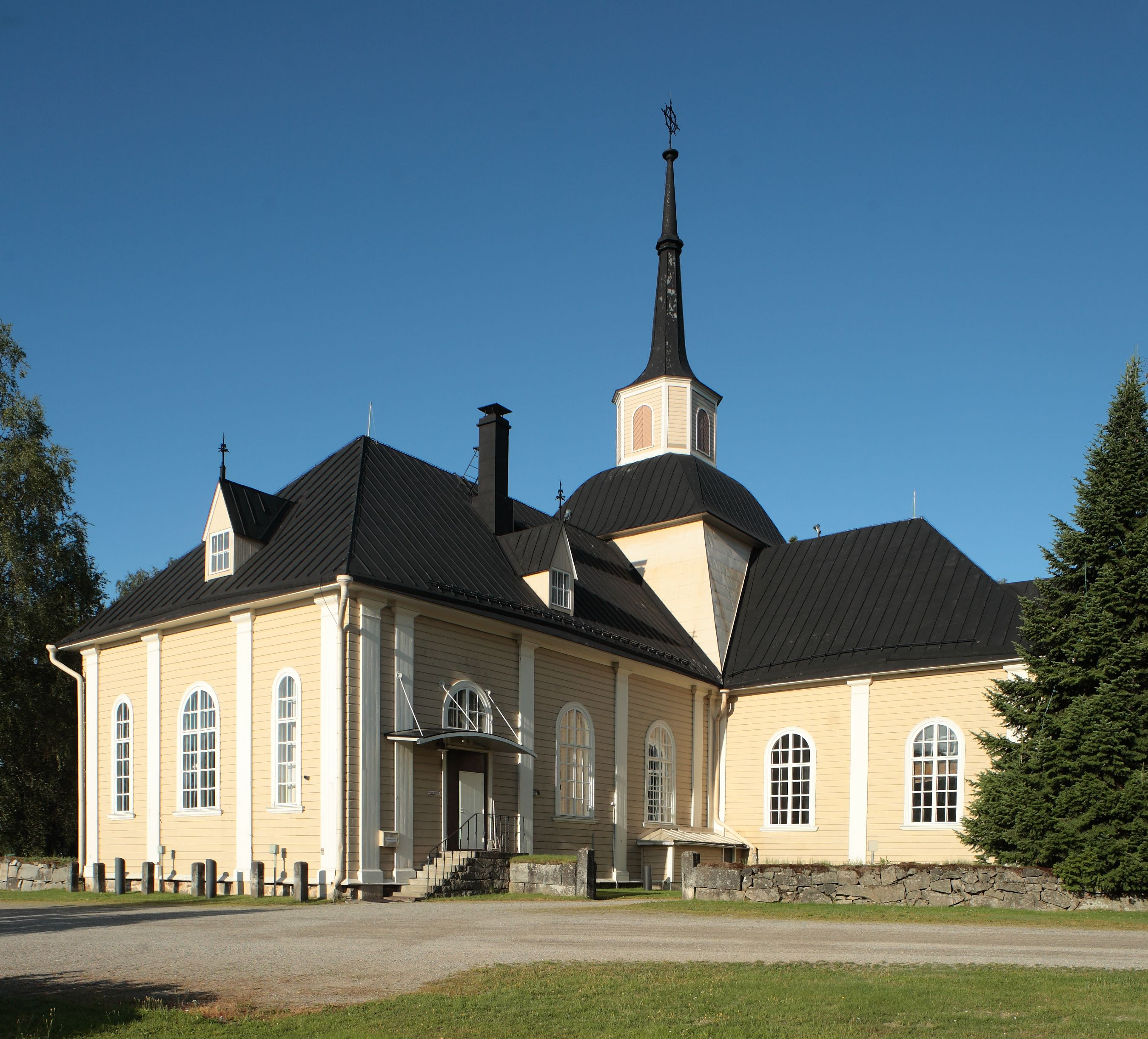
Gustav Adolfs kyrka i Idensalmi.

Gustav Adolfs kyrka är en kyrkobyggnad i staden Idensalmi i det östfinländska landskapet Norra Savolax. Kyrkobyggnaden är en korskyrka i trä byggd i gustaviansk stil. Kyrkans ritningar beställdes från överintendentsämbetet i Stockholm och byggdes under ledning av byggmästare Simon Jylkkä-Silvén 1779–1780. Den invigdes den 5 mars 1780.
Kyrkan är församlingens tredje med samma namn. Den första förstördes i en brand år 1700 och den andra revs i samband med bygget av den nuvarande kyrkan. Byggnaden genomgick en renovering 1876–1879 i samband med 100-årsfirandet och fick ett enklare, gråare utseende i enlighet med den tidens ideal. Den senaste större förnyelsen skedde 1927 efter ritningar av Rafael Blomstedt, då kyrkans ursprungliga stil åter lyftes fram.
Kyrkans klockstapel är från 1700-talets mitt.